# Coupe de Turquie de football 2016-2017
Navigation
Édition précédente Édition suivante
La Coupe de Turquie de football 2016-2017, est la 55e édition de la Coupe de Turquie. 
Elle est organisée par la Fédération de Turquie de football (TFF). La compétition met aux prises 156 clubs amateurs et professionnels à travers la Turquie.
Le vainqueur sera qualifié pour la Ligue Europa 2017-2018.
Galatasaray est le tenant du titre.

## Résultats

### Huitièmes de finale
| Club                   | Score | Club            |
| ---------------------- | ----- | --------------- |
| Tuzlaspor              | 1 - 4 | Sivasspor       |
| Gençlerbirliği         | 2 - 3 | Kayserispor     |
| Şanlıurfaspor          | 1 - 2 | Çaykur Rizespor |
| İstanbul Başakşehir FK | 2 - 1 | Galatasaray SKT |
| Akhisar Belediyespor   | 3 - 1 | Gümüşhanespor   |
| Konyaspor              | 2 - 1 | Ümraniyespor    |
| Kasımpaşa SK           | 1 - 0 | Osmanlıspor     |
| Beşiktaş JK            | 0 - 1 | Fenerbahçe SK   |

### Quarts de finale
| Club                   | Match aller | Total | Match retour | Club                 |
| ---------------------- | ----------- | ----- | ------------ | -------------------- |
| Kasımpaşa SK           | 2 - 0       | 4 - 2 | 2 - 2        | Çaykur Rizespor      |
| Sivasspor              | 0 - 0       | 2 - 3 | 2 - 3        | Konyaspor            |
| İstanbul Başakşehir FK | 1 - 1       | 3 - 1 | 2 - 0        | Akhisar Belediyespor |
| Kayserispor            | 0 - 3       | 0 - 6 | 0 - 3        | Fenerbahçe SK        |

### Demi-finales
| Club                   | Match aller | Total            | Match retour | Club          |
| ---------------------- | ----------- | ---------------- | ------------ | ------------- |
| İstanbul Başakşehir FK | 2 - 2       | 4 - 4 10 - 9 tab | 2 - 2        | Fenerbahçe SK |
| Kasımpaşa SK           | 3 - 2       | 3-4              | 0-2          | Konyaspor     |

### Finale
| Finale                  | Konyaspor         | 0 - 0   | İstanbul Başakşehir FK |  |  |
| 30 juin 2017 12h00 CEST |                   | (0 - 0) |                        |  |  |
| 30 juin 2017 12h00 CEST | Tirs au but 4 - 1 |         |                        |  |  |